# Fallet Louise
Fallet Louise är ett uppmärksammat fall i Vetlanda som tagits upp i SVT:s program Uppdrag granskning den 10 april 2007. Det handlar om en flicka som under flera år varit utsatt för olika former av vanvård, misshandel och sexuellt utnyttjande av sin psykiskt störda och narkotikamissbrukande far.

## Fallet
Enligt TV-programmet hade socialtjänsten som hade ansvar inte behandlat problemet på det sätt som den borde utan lät vanvården fortsätta. Vid ett tillfälle hotade fadern att döda både dottern och sig själv. Både polisen och socialtjänsten i Vetlanda kallades till platsen. Dramat löstes på ett lugnt sätt. Socialtjänsten valde trots denna händelse att inte vidta några åtgärder mot fadern. Någon förklaring till sitt agerande kunde de ansvariga inte ge.

## Efterspel
Den 13 april 2007 samlades ett hundratal personer i en demonstration utanför Vetlandas kommunhus där de krävde de ansvariga politikernas och tjänstemännens avgång; redan dagen innan hade en tjänsteman meddelat att han frivilligt skulle sluta. Dock skulle han få behålla sin anställning i Vetlanda kommun, fast med andra arbetsuppgifter än tidigare. Samma dag som demonstrationen skrev Louise ett öppet brev och tackade allmänheten för dess stöd. Brevet publicerades i flera riksmedia. Flera av de ansvariga tjänstemännen och politikerna polisanmäldes av privatpersoner. Totalt 27 anmälningar ledde till att åklagare den 1 juni 2007 beslutade att inleda en förundersökning om tjänstefel. Förundersökningen berörde de tjänstemän vid socialtjänsten i Vetlanda som handlagt ärendet. Debattören och galleristen Irene Wahlin ordnade en namninsamling och krävde socialchefens avgång. Den 4 oktober 2007 meddelade flickans advokat Anton Strand att hon avsåg stämma Vetlanda kommun. Kommunen och Louise ingick dock en förlikning genom att kommunen utbetalade 200 000 kronor till henne.

## Kritiska röster
Lars Adaktusson, programledare på TV8 och tidigare medarbetare på SVT, kritiserade Janne Josefsson för att han skött fallet Louise dåligt och kommit med, vad Adaktusson ansåg, osanna fakta. Josefsson menade att Adaktusson gjort en för ytlig utredning av Louise-fallet och att det var ett journalistiskt bottennapp.
En utredning gjord på uppdrag av Vetlanda kommun pekar på brister i kommunens hantering men är också starkt kritisk mot vad man menar är felaktiga uppgifter och manipulerade fakta i programmet 